# Очкасівка
Очкасівка — річка в Україні, у Коростенському районі Житомирської області. Ліва притока Кремни (басейн Прип'яті).

## Опис
Довжина річки приблизно 3,6 км.

## Розташування
Бере початок на південному сході від Веленя. Спочатку тече на північний схід через Купище, а потім на південний схід і впадає у річку Кремно, ліву притоку Ужу.